# Condado de Metcalfe
O Condado de Metcalfe é um dos 120 condados do estado americano de Kentucky. A sede do condado é Edmonton, e sua maior cidade é Edmonton. O condado possui uma área de 754 km² (dos quais 0 km² estão cobertos por água), uma população de 10 037 habitantes, e uma densidade populacional de 13 hab/km² (segundo o censo nacional de 2000). O condado foi fundado em 1860. O condado proíbe a venda de bebidas alcoólicas.